# Adanos
Adanos (altgriechisch Ἄδανος Ádanos) ist in der griechischen Mythologie der eponyme Gründer der kilikischen Stadt Adana. Sein Mythos ist nur durch den spätantiken Grammatiker Stephanos von Byzanz bezeugt.
Adanos ist der Sohn des Uranos und der Gaia und der Bruder von Ostakos, Sandes, Kronos, Iapetos, Olympos und der Rhea. Er kämpft gegen die Einwohner von Tarsos, da ihm im Kampf jedoch kein Glück beschieden ist, gründet er mit Saros, dem Flussgott des heutigen Flusses Seyhan, die Stadt Adana.
Seiner Abstammung nach ist Adanos einer der Titanen, wobei sich die meisten Namen seiner Geschwister nach den Titanennamen bei Homer und nicht nach den weit verbreiteteren Namen aus der Theogonie des Hesiod richten. 